# Antes de todo, Vol. 2
Antes de todo, Vol. 2 es el nombre del álbum recopilatorio doble del rapero mexicano C-Kan, el cual salió a la venta el 1 de julio de 2016.

## Lista de canciones
Todas las canciones escritas y compuestas por C-Kan. 
| Vol. 2 |                               |               |          |  |
| N.º    | Título                        | Productor(es) | Duración |  |
| 1.     | «Jódanse, colegas»            | DJ Maxo       | 2:49     |  |
| 2.     | «Mándales Fire»               | DJ Maxo       | 4:35     |  |
| 3.     | «Tírenme»                     | DJ Maxo       | 1:28     |  |
| 4.     | «Los gajes del oficio»        | DJ Maxo       | 3:29     |  |
| 5.     | «Seguirán hablando mal de mí» | DJ Maxo       | 3:36     |  |
| 6.     | «About Me»                    | DJ Maxo       | 1:37     |  |
| 7.     | «El lugar de donde vengo»     | DJ Maxo       | 4:30     |  |
| 8.     | «No es lo que quiera hacer»   | DJ Maxo       | 3:51     |  |
| 9.     | «Desaparecido»                | DJ Maxo       | 3:29     |  |
| 10.    | «Cantantes»                   | DJ Maxo       | 4:39     |  |
| 11.    | «Así fue»                     | DJ Maxo       | 3:47     |  |
| 12.    | «El poder de una bala»        | DJ Maxo       | 3:49     |  |
| 13.    | «Outro»                       | DJ Maxo       | 3:57     |  |
| 00:00  |                               |               |          |  |